# Castillo de la Monclova
El castillo de la Monclova o castillo de los duques del Infantado se encuentra en el municipio de Fuentes de Andalucía, provincia de Sevilla (España).

## Descripción
Las obras de fábrica más antiguas del castillo de La Monclova no parecen remontarse más allá del siglo XIV a juzgar por los restos conservados, muy modificados por las obras posteriores que ha sufrido. El recinto debió de tener planta cuadrada, casi romboidal, faltando el muro Suroeste que ha desaparecido al ejecutar las obras mencionadas. Los otros tres muros se conservan embutidos en las reedificaciones posteriores, teniendo en los ángulos norte y este vestigios de dos torreones rectangulares, quedando sólo en pie de esta construcción primitiva la torre del homenaje aunque muy alterada en su disposición originaria.
La entrada del castillo está constituida por un pórtico con arcos de medio punto sobre columnas y escudos familiares. Inmediatamente se pasa al gran patio porticado en tres de sus lados, con arcos semicirculares sobre columnas y escudos de la Orden de la Merced del Convento lorquino. Por todas partes se advierten huellas de la gran restauración efectuada en el presente siglo, advirtiéndose la impronta dejada por la intervención de artistas italianos.

## Datos históricos
El Castillo de La Monclova, que tiene su origen en el siglo XIV, se emplaza sobre la ciudad de Obúlcula y pertenece a la Casa de los Duques del Infantado desde 1837. Constituye el último avatar de un secular núcleo de población de las épocas prehistórica, turdetana y romana, y se ha de suponer la perduración de la ciudad en forma de alquería, por lo menos a través de la dominación musulmana.
En el término de Écija, repoblado en 1263, no persistieron núcleos rurales musulmanes, tan sólo se conservaban abundantes ruinas de una serie de lugares o alquerías llamados por los partidores villares. Cuando los partidores realizaron su trabajo, no se conocían los nombres más antiguos. En La Monclova, lo único específico que se hallaba eran materiales de construcción y por eso hablan del "villar de los marmolejos". En el repartimiento del término se crearon 32 aldeas que ya habían desaparecido en el siglo XIV, a excepción de La Monclova, Arenales y San Pedro.
En 1324 se establece un pleito entre Écija y Carmona sobre la jurisdicción de La Monclova a propósito de la construcción de una torre por parte del Concejo de Carmona, contra la que reclamaba el de Écija, que argumentaba a su favor la titularidad de ese espacio que le fue reconocido en el repartimiento. La Monclova fue arrancada a la jurisdicción de Écija y señorializada casi de inmediato por Alfonso XI, momento en que finaliza el contencioso entre ambos concejos. En 1342 Alfonso XI, para premiar los servicios que en la conquista de Algeciras le había prestado el almirante de la mar Micer Egidio Boccanegra, le donó esta antigua villa de La Monclova con su fortaleza, pasando después a la Casa de la Vega hasta la muerte del poeta Garcilaso de la Vega. Posteriormente, el señorío pasó por diversas familias hasta recaer el siglo pasado en la actual Casa del Duque del Infantado. En 1910, esta Casa mandó reedificar el castillo, alhajándole con las ruinas del Convento de la Merced que transportó de Lorca (Murcia), con columnas romanas halladas en Córdoba y otros elementos artísticos adquiridos en España y en Italia.